# 云峰站
云峰站（韓語：운봉역）是朝鮮民主主義人民共和國慈江道慈城郡的一個鐵路車站，属于北部内陆线。

## 邻近车站
北部内陆线
上丰江站 - 云峰站 - 旧中站